# Erbausschlagung
Bei der Erbausschlagung handelt es sich um eine ausdrückliche Erklärung, eine Erbschaft und alle damit verbundenen Rechte und Pflichten nicht anzunehmen.
Anders als bei Verträgen geht die Erbschaft nach deutschem Recht von selbst auf den Erben über (Vonselbsterwerb). Das heißt, man wird Erbe, ohne dass es dazu einer ausdrücklichen Erklärung des Erben bedarf. In diesem Fall erhält man nicht nur das Vermögen des Verstorbenen, sondern muss auch ggf. für die Schulden aufkommen. Dies kann aber durch eine Ausschlagung der Erbschaft vermieden werden.

## Gründe und Alternativen zur Erbausschlagung

### Überschuldung
Ein Erbe erhält (sofern der Erblasser nicht anderes verfügt hat) das gesamte Vermögen des Erblassers, muss aber auch alle seine Verbindlichkeiten begleichen (§ 1967 BGB). Zum Vermögen gehören alle Gegenstände, Wertpapiere und Konten, die auf den Namen des Erblassers lauten. Zu den Nachlassverbindlichkeiten zählen die Bestattungskosten, aber auch alle sonstigen Schulden, die der Erblasser an seinem Todestag hat (Kredite, Unterhaltsrückstände, Kontoüberziehung, Steuerschulden usw.). Die Überschuldung des Nachlasses ist daher ein häufiges Motiv für eine Ausschlagung, 
Es gibt allerdings mehrere Möglichkeiten, die Haftung des Erben auf die Höhe des Nachlasses zu beschränken (zum Beispiel Nachlassverwaltung und Nachlassinsolvenz). Eine Erbausschlagung ist daher keineswegs die einzige Möglichkeit, das eigene Vermögen vor einem Zugriff von Nachlassgläubigern zu schützen.
Das Aufgebotsverfahren ermöglicht dem Erben festzustellen, ob eine Überschuldung des Nachlasses vorliegt. Dabei sind Erben nach Annahme der Erbschaft berechtigt, das Aufgebotsverfahren beim entsprechenden Nachlassgericht zu beantragen. Nach Bewilligung des schriftlich gestellten Antrags fordert das Gericht die jeweiligen Nachlassgläubiger auf, binnen einer bestimmten Frist ihre Forderungen anzumelden. Ist die Aufgebotsfrist abgelaufen, verkündet der Richter ein Ausschlussurteil, in welchem die ordnungsgemäß angemeldeten Forderungen vorbehalten und die übrigen ausgeschlossen werden. Hat ein Gläubiger diese Frist verpasst, erlischt sein Anspruch zwar nicht gänzlich, wird aber erst zuletzt berücksichtigt, sofern noch Erbmasse zur Tilgung vorhanden ist. Ist das Erbe aufgebraucht, muss der Hinterbliebene auch in diesem Fall nicht befürchten, mit seinem Privatvermögen zur Rechenschaft gezogen zu werden. Stattdessen kann der Erbende weiteren Gläubigern die „Einrede der Nachlasserschöpfung“ entgegenhalten. So beruft er sich darauf, dass der Nachlass bereits durch die Befriedigung anderer Gläubiger erschöpft ist.

### Weitere Gründe
Zum Teil erfolgen Ausschlagungen auch aus rein persönlichen Motiven, weil man etwa mit dem Verstorbenen und seinen Angelegenheiten nichts zu tun haben will. Denkbares Motiv für die Ausschlagung kann aber auch der Wunsch sein, die Miterben zu begünstigen. Als Alternative zur Erbausschlagung kommt hier in Betracht, das Erbe zunächst anzutreten, im Rahmen der Erbauseinandersetzung aber die Miterben zu beschenken bzw. auf Ansprüche und Rechte zu verzichten.
Eine Erbausschlagung kann zudem aus erbschaftsteuerrechtlichen Gründen sinnvoll sein. In bestimmten Fällen kann durch eine Erbausschlagung, wenn sie etwa den eigenen Kindern zugutekommt, z. B. ein größeres Freibetragsvolumen, die Minderung der Erbschaftsteuerprogression, die Verringerung der Bemessungsgrundlage oder die Sicherung einer günstigeren Steuerklasse bewirkt werden.

## Durchführung der Ausschlagung

### Form
Will man die Erbschaft nicht antreten, muss man dies ausdrücklich beim Nachlassgericht erklären. Die Erklärung ist formbedürftig (§ 1945 BGB). Sie kann entweder zu Protokoll gegeben und vom Nachlassgericht beurkundet werden oder in öffentlich beglaubigter Form (§ 129 BGB) abgegeben werden. Eine weitere Möglichkeit ist die Erklärung zur Niederschrift eines Notars, der diese ebenfalls an das Nachlassgericht weiterleitet. Örtlich zuständiges Nachlassgericht ist grundsätzlich das Amtsgericht, in dessen Bezirk der Verstorbene zuletzt seinen Wohnsitz hatte, § 343 FamFG; z. T. gelten abweichende Zuständigkeiten, nach den Neuregelungen des FamFG ist jetzt auch das Nachlassgericht zuständig, in dessen Bezirk der Ausschlagende seinen Wohnsitz hat. Dieses hat dann die Erklärung an das zuständige Nachlassgericht weiterzuleiten (§ 344 Abs. 7 FamFG). Diese Neuregelung stellt eine erhebliche Erleichterung dar, weil so die Gefahr der Fristversäumung verringert wird. Falls sich der Erbe im Ausland aufhält, kann die Erklärung bei der deutschen Auslandsvertretung abgegeben werden.

### Ausschlagung für Kinder durch die Eltern
Eltern können die Ausschlagung auch für ihre von ihnen gesetzlich vertretenen minderjährigen Kinder erklären. Steht die gesetzliche Vertretung beiden Elternteilen zu, müssen beide Eltern im Namen des Kindes ausschlagen. Unter bestimmten Umständen ist dazu eine Genehmigung des Familiengerichtes nötig (§ 1643 BGB i. V. m. § 1851 BGB); für die Frist vgl. unten.

### Ausschlagung durch Vormund und Betreuer
Ein Vormund, Pfleger oder Betreuer benötigt die familiengerichtliche bzw. betreuungsgerichtliche Genehmigung (§ 1851 BGB ggf. i. V. m. § 1799 BGB) bzw. § 1813 BGB; für die Frist vgl. unten. 
Rechtsprechung: Die Ausschlagung eines werthaltigen Erbteils durch den Betreuer, der einem Betreuten angefallen ist, kann vom Gericht in der Regel nicht genehmigt werden. Dies gilt insbesondere, wenn dadurch ein Zugriff des Sozialhilfeträgers verhindert wird.
Der Bundesgerichtshof entschied am 16. März 2022, dass ein Nachlasspfleger nicht berechtigt ist, im Namen der unbekannten Erben ein Erbe auszuschlagen, das dem Erblasser vor seinem Tod zugeflossen ist, der Erblasser aber noch innerhalb der Ausschlagungsfrist verstorben ist. Das Recht auf Erbausschlagung steht ausschließlich den Erben bzw. dessen Erbeserben zu; eine Vertretung durch einen Nachlasspfleger ist nicht zulässig.

### Frist der Ausschlagung
Eine Erbausschlagung muss innerhalb von sechs Wochen (ab Kenntnis vom Anfall der Erbschaft, dem Grunde der Berufung und eventueller Beschwerungen) beim zuständigen Nachlassgericht vorliegen (§ 1944 BGB). Sie bedarf einer Unterschriftsbeglaubigung und kann nur vor einem Notar oder dem zuständigen Nachlassgericht abgegeben werden. Die Frist ist auch gewahrt bei Abgabe der Erklärung vor dem Nachlassgericht des Wohnortes des Ausschlagenden (§ 344 Abs. 7 FamFG). Hatte der Verstorbene zuletzt seinen Wohnsitz nur im Ausland oder hält sich der Erbe zum Zeitpunkt, in welchem er von der Erbschaft Kenntnis erlangt, im Ausland auf (ein Tagesausflug genügt aber nicht), dauert die Frist sechs Monate (§ 1944 Abs. 3 BGB). 
Es entstehen Kosten für die Abgabe der Erklärung bzw. Unterschriftsbeglaubigung und die Entgegennahme durch das Nachlassgericht (§ 103 Abs. 1 GNotKG).
Handelt es sich um eine Erbschaft aufgrund gewillkürter Erbfolge (Testament, Erbvertrag), beginnt die Frist nicht vor der Eröffnung des Testaments durch das Nachlassgericht.
Die fristhemmenden Bestimmungen § 206 BGB (höhere Gewalt) und § 210 BGB (Geschäftsunfähigkeit) gelten auch bei der Erbausschlagung. Fehlt die familien- bzw. betreuungsgerichtliche Genehmigung zur Ausschlagung, wird die Frist seit 2023 § 1858 Abs. 3 BGB ggf. i. V. m. § 1644 Abs. 3 BGB bzw. § 1800 Abs. 2 BGB gehemmt, wenn die Ausschlagung ohne die Genehmigung erklärt und die Genehmigung beantragt wurde (bis 2022 wurde in diesem Fall Hemmung aufgrund höherer Gewalt angenommen).
Die Ausschlagung eines Vermächtnisses ist nicht fristgebunden.
§ 2180 BGB sieht keine Frist für die Ausschlagung eines Vermächtnisses vor. Die Regelung des § 1944 BGB, wonach die Ausschlagung nur binnen sechs Wochen erfolgen kann, findet auf das Vermächtnis keine Anwendung, da in § 2180 Abs. 3 BGB auf sie gerade nicht verwiesen wird.
Eine analoge Anwendung des § 1944 BGB wird vom Bundesgerichtshof abgelehnt. Eine Ausschlagung ist nach § 2180 Abs. 1 BGB ohnehin nur dann möglich, wenn das Vermächtnis nicht bereits angenommen wurde. Außerdem kann der Erbe, wenn es sich bei dem Vermächtnisnehmer zugleich um einen Pflichtteilsberechtigten handelt, diesem nach § 2307 Abs. 2 BGB eine angemessene Frist zur Erklärung über die Annahme des Vermächtnisses setzen. Mit dem Ablauf der Frist gilt das Vermächtnis als ausgeschlagen, wenn nicht vorher die Annahme erklärt wird.

## Folgen der Ausschlagung
Schlägt ein Erbe die Erbschaft aus, geht sie automatisch an den nächsten Erbberechtigten über. Dies ist derjenige, der geerbt hätte, wenn der ausschlagende Erbe zur Zeit des Erbfalls nicht gelebt hätte, § 1953 BGB. Im Falle der gesetzlichen Erbfolge sind dies regelmäßig die Abkömmlinge des Ausschlagenden, sonst die nächsten Verwandten. Bei testamentarischer Erbfolge können ebenfalls die Abkömmlinge zum Zuge kommen, so im Falle des § 2069 BGB, aber je nach Falllage auch die übrigen eingesetzten Erben, § 2094 BGB. In jedem Fall ist vorrangig zu prüfen, ob der Erblasser selbst im Testament einen Ersatzerben bestimmt hat.
Der Nächstberufene kann ebenfalls das Erbe ausschlagen. Gibt es keine weiteren Erbberechtigten, fällt das Erbe an den Fiskus (sogenanntes Staatserbrecht).

## Anfechtung der Ausschlagung
Die Ausschlagung ist unwiderruflich. Tauchen nach der Erbausschlagung noch bisher unbekannte Vermögenswerte auf, kann die Erbausschlagung innerhalb von sechs Wochen ab Bekanntwerden der Gründe angefochten und somit die Erbschaft angetreten werden (§ 1954 BGB), wenn die Ausschlagung unter Angabe des Grundes Überschuldung erfolgte. Die Rechtsprechung stellt jedoch gewisse Anforderungen an die Ermittlungen des Erben vor der Ausschlagung. Auch andere Irrtümer oder sonstige Anfechtungsgründe können zur Anfechtung der Ausschlagung berechtigen.
Für die Form der Anfechtung gilt das gleiche wie für die Ausschlagung auch. Gemäß § 1956 BGB kann auch die Versäumung der Ausschlagungsfrist angefochten werden. Dies kann in der gleichen Weise wie die Anfechtung der Annahme geschehen.